# Phil Jackson
Philip Douglas "Phil" Jackson (født 17. september 1945 i USA) er en pensioneret professionel basketballspiller og -træner. Han er anerkendt som en af de bedste amerikanske trænere nogensinde.
Som aktiv spiller spillede Jackson efter tiden på collegehold som professionel for New York Knicks (1967-1978) og New Jersey Nets (1978-1980). Han vandt med New York Knicks den amerikanske NBA-liga i 1970 og 1973.
Efter karrieren som aktiv spiller blev Jackson træner for Chicago Bulls (1989-1998) og for Los Angeles Lakers (1999-2004 og igen 2005-2011). Som træner har Jacksom vundet NBA-ligaen 11 gange, hvilket gør ham til den mest vindende basketball træner i NBA's historie. Herudover har han vundet  Eastern Conference Championship seks gange og  Western Conference Championship syv gange. Han har ligeleds som træner fire gange vundet NBA All-Star Game. 
I 2007 blev Jackson optaget i Naismith Memorial Basketball Hall of Fame.